# Philogenia monotis
Philogenia monotis là loài chuồn chuồn trong họ Megapodagrionidae. Loài này được Kennedy mô tả khoa học đầu tiên năm 1941.